# آن دفوراك
آن دفوراك (بالإنجليزية: Ann Dvorak)‏ (و. 1911 – 1979 م) هي ممثلة، وكاتبة سيناريو، وممثلة مسرحية، من الولايات المتحدة الأمريكية، ولدت في مدينة نيويورك، توفيت في هونولولو، عن عمر يناهز 68 عاماً بسبب سرطان المعدة.

## وصلات خارجية
- آن دفوراك على موقع IMDb (الإنجليزية)
- آن دفوراك على موقع الموسوعة البريطانية (الإنجليزية)
- آن دفوراك على موقع ألو سيني (الفرنسية)
- آن دفوراك على موقع أول موفي (الإنجليزية)
- آن دفوراك على موقع قاعدة بيانات الأفلام السويدية (السويدية)
- آن دفوراك على موقع إن إن دي بي (الإنجليزية)
- آن دفوراك على موقع قاعدة بيانات الفيلم (الإنجليزية)
- آن دفوراك على موقع كينوبويسك (الروسية)